# Sven-Olof Lodin
Sven-Olof Lodin, född 1936, är en svensk skattejurist. Han verkade som professor i finansrätt vid Stockholms universitet innan han 1986 blev chef för skatteavdelningen på Industriförbundet och därmed Industriens skattesakkunnige (senare Näringslivets skattesakkunnige). I denna roll hade han stor påverkan på svensk skattepolitik, bland annat Århundradets skattereform. Han pensionerades från Industriförbundet 1998.